# Château d’Omonville
A Château d'Omonville kastély a normandiai Eure megyében, Le Tremblay-Omonville községben található.

## Történelem
A kastély és a hozzá tartozó terület története még számos olyan kérdést vet fel, melyet a jelenlegi történész kutatók talán soha nem fognak tudni megválaszolni. Mindazonáltal érdemes megemlíteni, hogy a helyi néphagyomány és bizonyos archívumok számos egymást követő fából készült kastélyt említenek a múltban. Fennmaradt feljegyzések szerint 1225-ben Galeran d’Osmonville erdőterületet adományozott a Saint-Etienne-de-Renneville-i (1 km-re a kastélytól, mai nevén: Sainte-Colombe-la-Commanderie) Templomos Kommendatúrának, mely igen jelentős szerepet töltött be az akkori Normandia életében és szoros kapcsolatokat ápolt a környező falvak lakóival.
Évszázadok múltán a terület tulajdonosa, a vasiparos Robert-Philibert Le Carpentier Deslongvaux, Combon du Tremblay bárója építtette a kastélyt Le Chartier építészeti tervei alapján. Robert-Philibertnek és feleségének Jeanne-Marguerite Leblondnak négy gyermeke született, melyek közül az egyik Pierre-Jacques Le Carpentier nőül vette Elisabeth du Cotton de Verbois-t és örökül kapta a kastélyt. Pierre-Jacques-ot fia, Hilaire Le Carpentier de Sainte-Opportune követte, akinek hét gyermeke született feleségétől, Adelaide de Planterose-tól. A kastély 1860-ig volt a család tulajdonában, amikor is eladták a kereskedő Le Sage-Maille úrnak, akit lánya Dannet úrasszony követett.
A francia forradalom, a háborúk fosztogatásai és dúlása ellenére a kastély fennmaradt. Manceaux úr tulajdonába került az épület és a birtok, aki aprólékos felújításba kezdett. Halála után a kastély sajnos évekre lakatlanná vált, így amikor az AMORC 1969 telén megvásárolta, átfogó felújításra volt szükség.

## Főépület
A héthektáros birtokon elhelyezkedő kastély kőből épült és pár lépcsőn keresztül közelíthető meg a főbejárata. Három emeletet foglal magában, teteje palával fedett. A főépületet kisebb udvarok, számos melléképület és egy kis kápolna veszi körül. 1750-ben még nem épült meg a bal szárny, azt csak az 1800-as évek közepén építette hozzá Louis-Philippe, akkori tulajdonos, de ez a bővítés is megtartotta az eredeti gazdagon díszített fa lambéria burkolatokat.
Különösen a zeneszobának ad bensőséges hangulatot a díszes faburkolat és egy aubusson-szőnyeg, mely Nicolas Lancret(fr) francia festő "Öregkor" című festménye szőtt reprodukcióját foglalja magában, melynek eredetije a Londoni Nemzeti Galériában található. A márvány kandalló veretes öntöttvas vasalattal készült, hátulján lapos domborművel, csakúgy, mint a többi az épületben. E régi zeneszoba a korábbi, jelenleg nyugalmazott Imperátor dolgozószobája. A következő hall nyolcszög formát ölt a kastély közepén és két óriási sarokszekrény jelzi, hogy ebédlőként funkcionált korábban. Az időszak nagyszerű festményei vannak a kandallók és ajtók felett a faburkolatba illesztve. Lejjebb, a "kék" konyhában (a falakat borító holland csempe után kapta nevét) akkoriban nagy kémény volt. A konyhában lévő rézedényeket Jeanne Guesdon, korábbi francia nagymester hagyta a Rendre, melyet azóta is itt tartanak, emlékül. Ezek mellett titkársági dolgozószobák vannak még ezen a szinten.
Az első emeleti könyvtárnak is tölgyfa borítása van, melybe Merkúr és Minerva jelképei vannak belefaragva és amelyek a kereskedelmet és a művészeteket szimbolizálják. A szépen kidolgozott parketta padló közepe máltai keresztet formáz, mely négy különböző fából készült. Ezen a szinten található a francia Nagymester dolgozószobája, a Rose-Croix magazine, a Rosicrucian Forum, valamint a Tradicionális Martinista Rend (TMO) központi irodái. A második emeleten vannak a tagsággal és a számlázással foglalkozó részlegek és néhány díszes hálószoba. Összesen 53-an dolgoznak a birtokon.

## Melléképületek
- Diffusion Rosicrucienne (a Rendhez kötődő könyvkiadó) központi épülete.
- Könyvtár mintegy tízezer könyvvel ezotéria és spiritualitás témákban. A nagyközönség elől elzárt, de kutatók számára nyitott.
- Informatikai épület.
- Nyomdaépület és postázó.
- Füstölőkészítő manufaktúra.
- Fogadóépület és látogatóközpont.
- Tárgyalóépület (korábbi pálmaház).
- Kápolna az Imperátor és a francia Nagymester szanktumával (személyes szentély).[2]

## Galéria

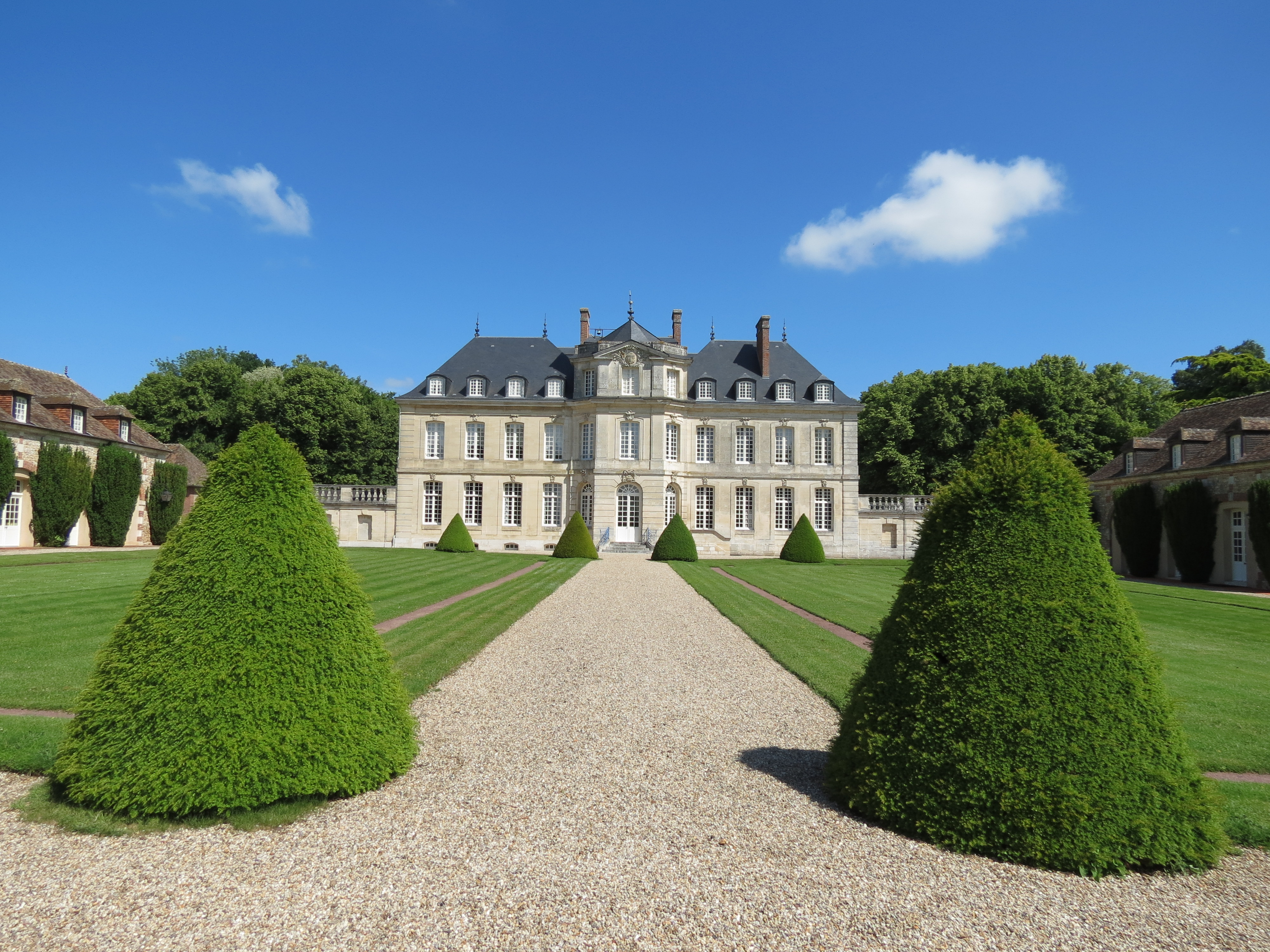
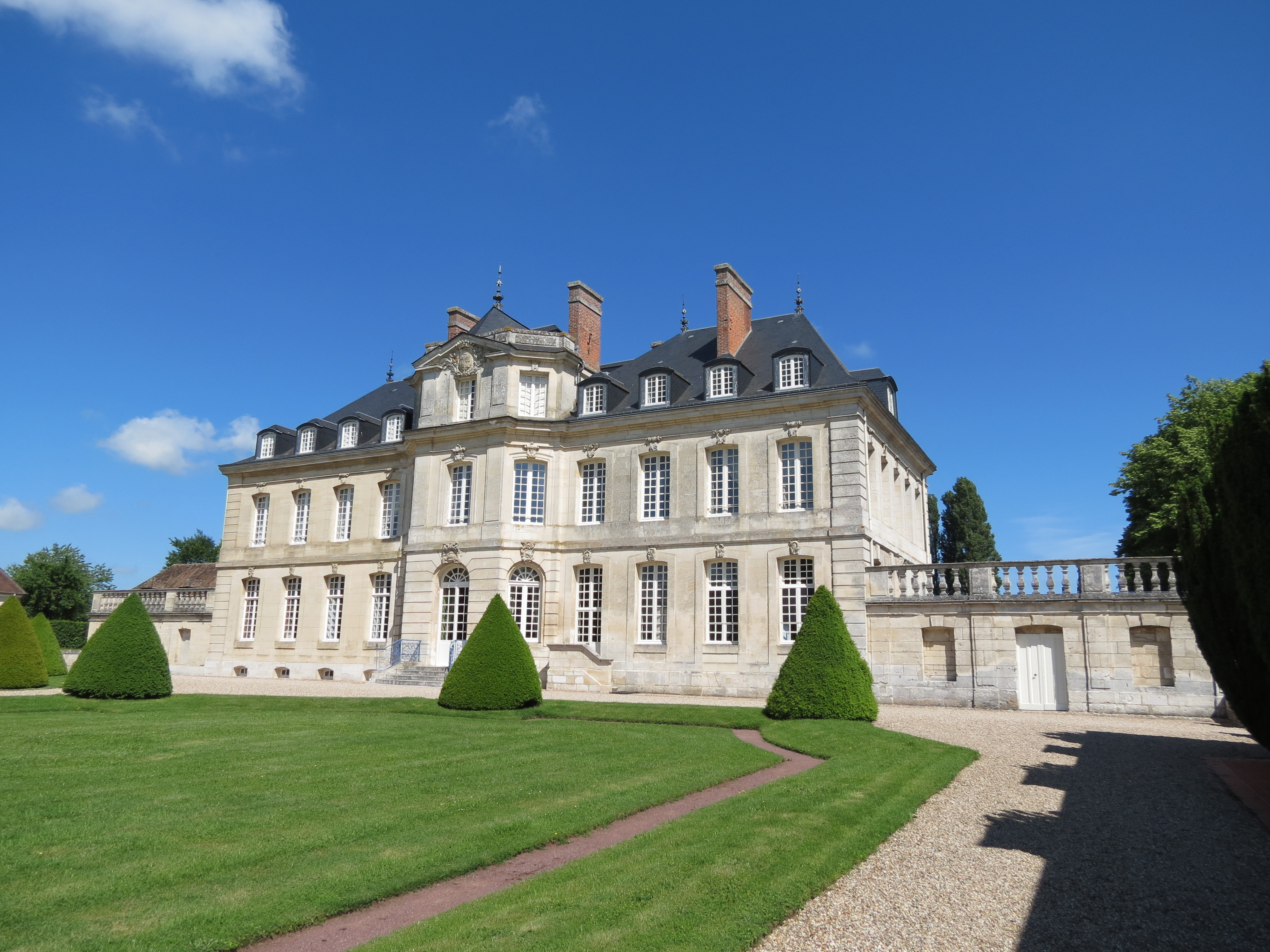
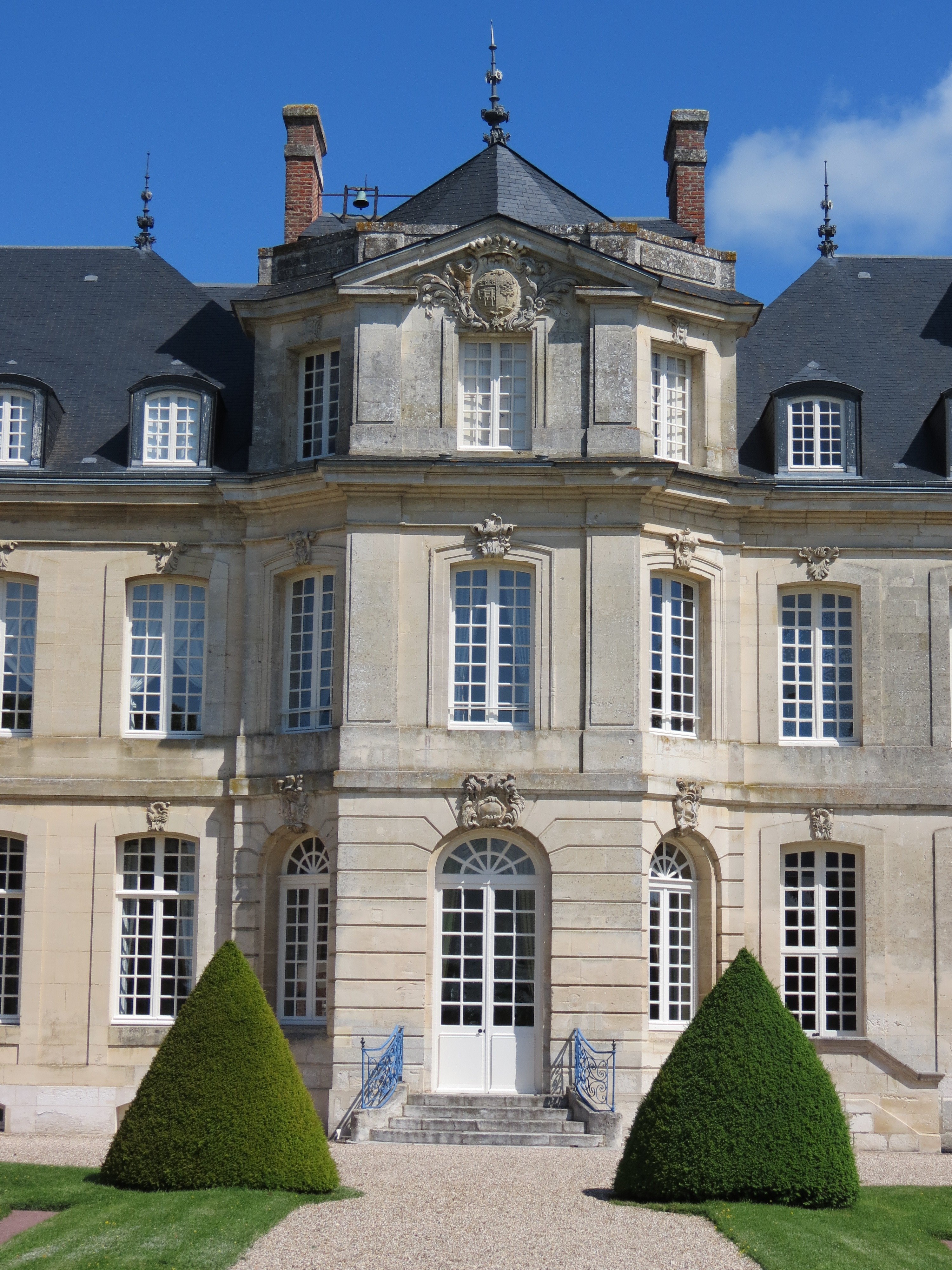
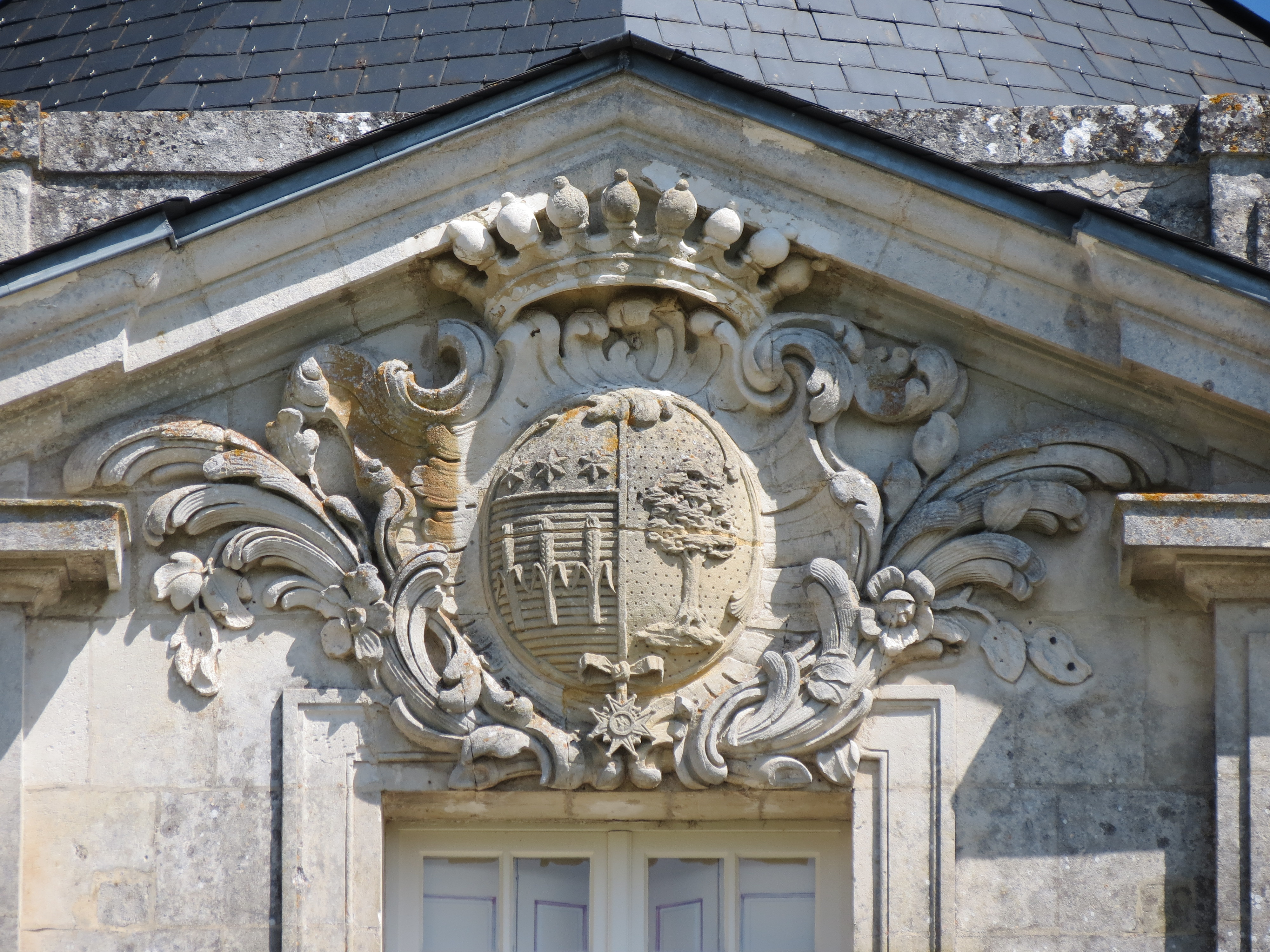
Le Carpentier családi címer
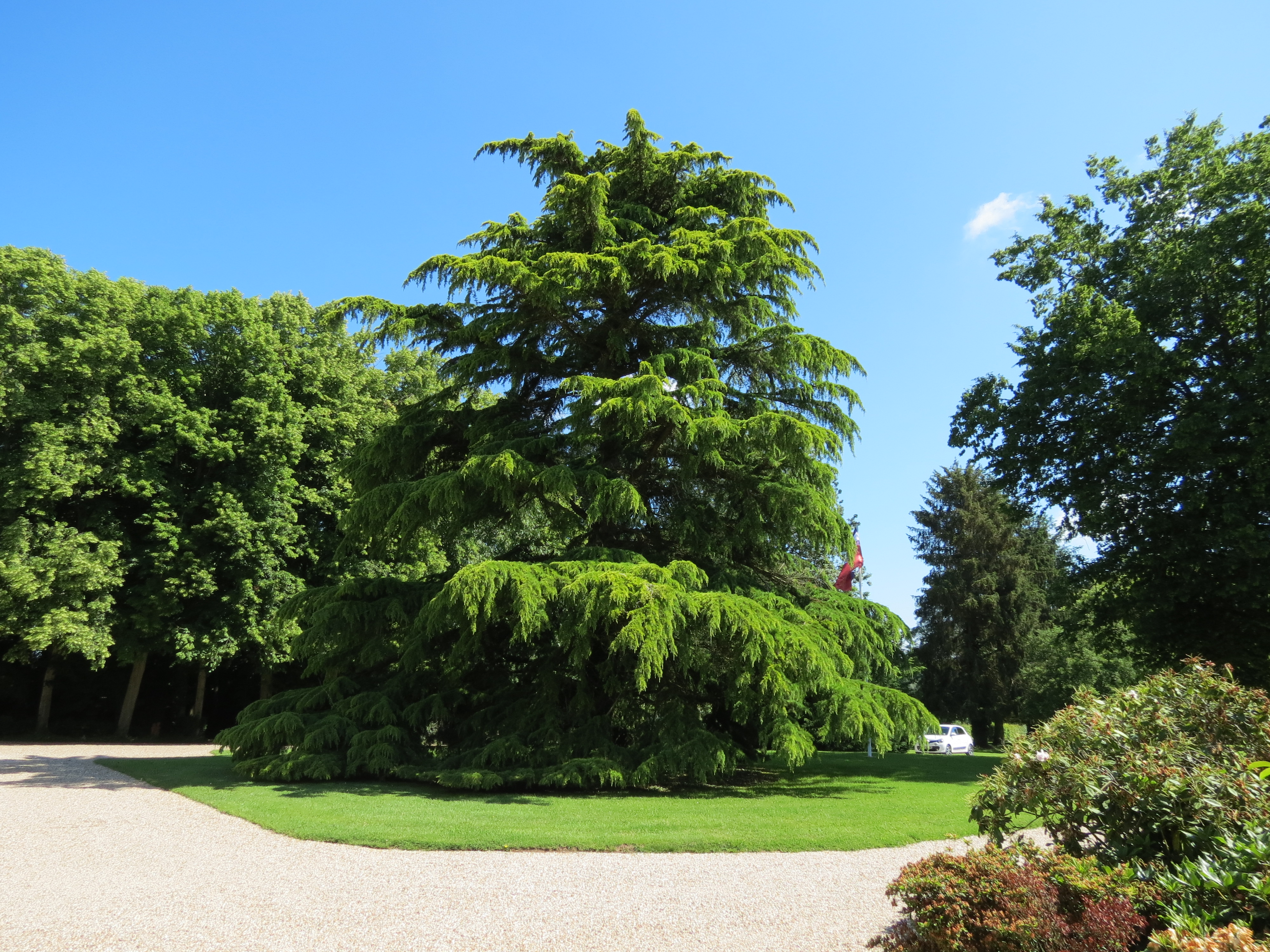
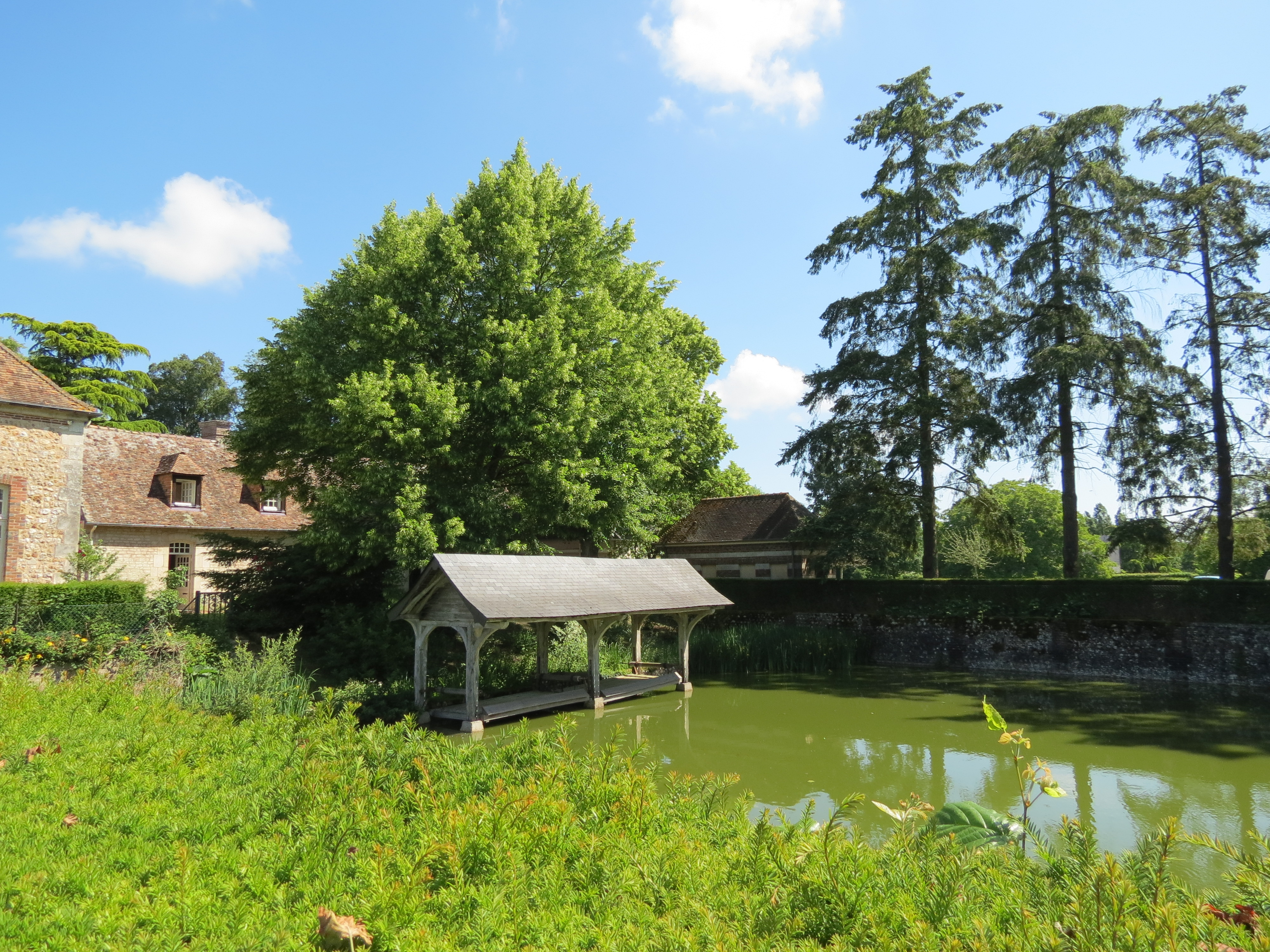
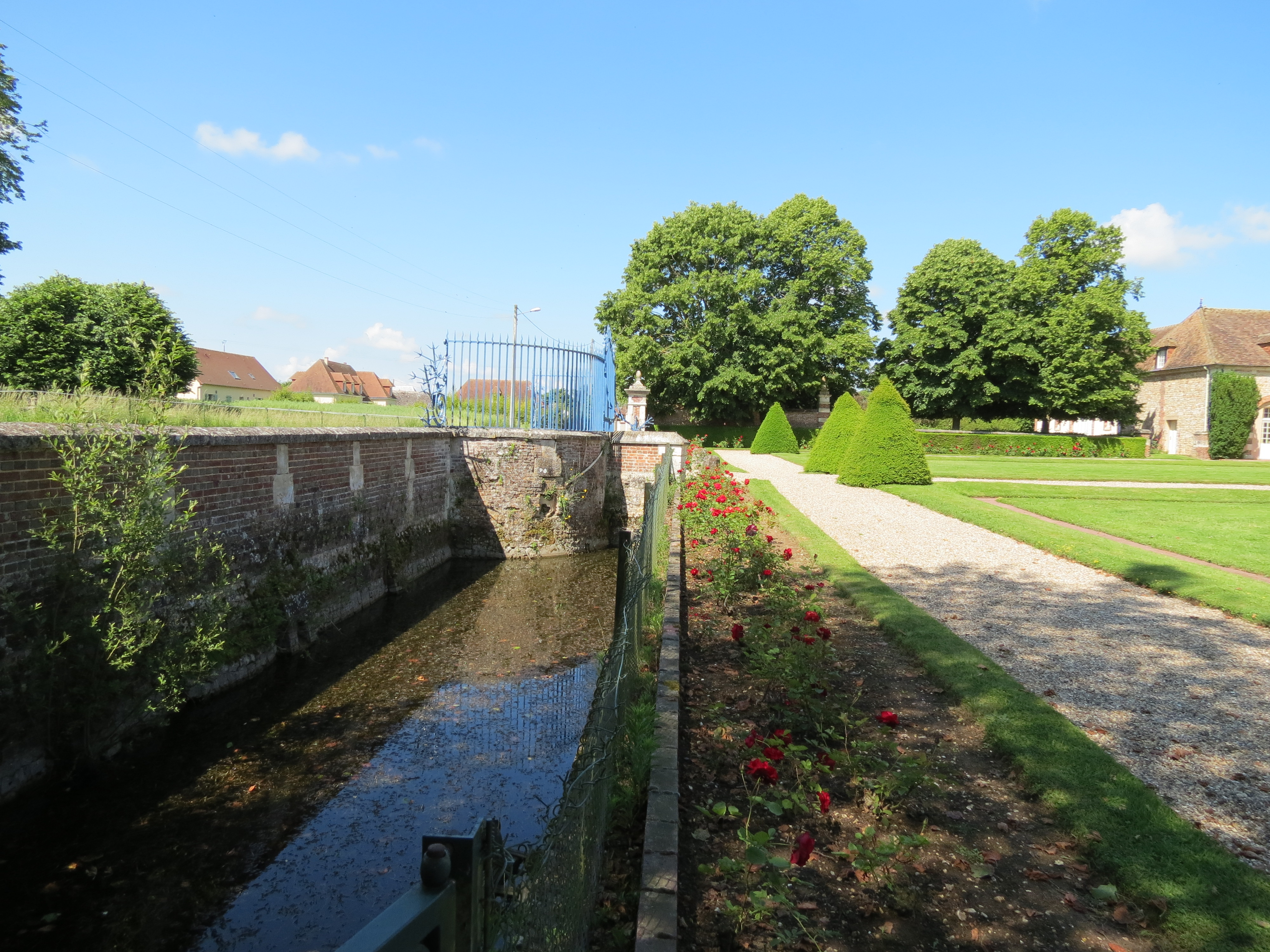
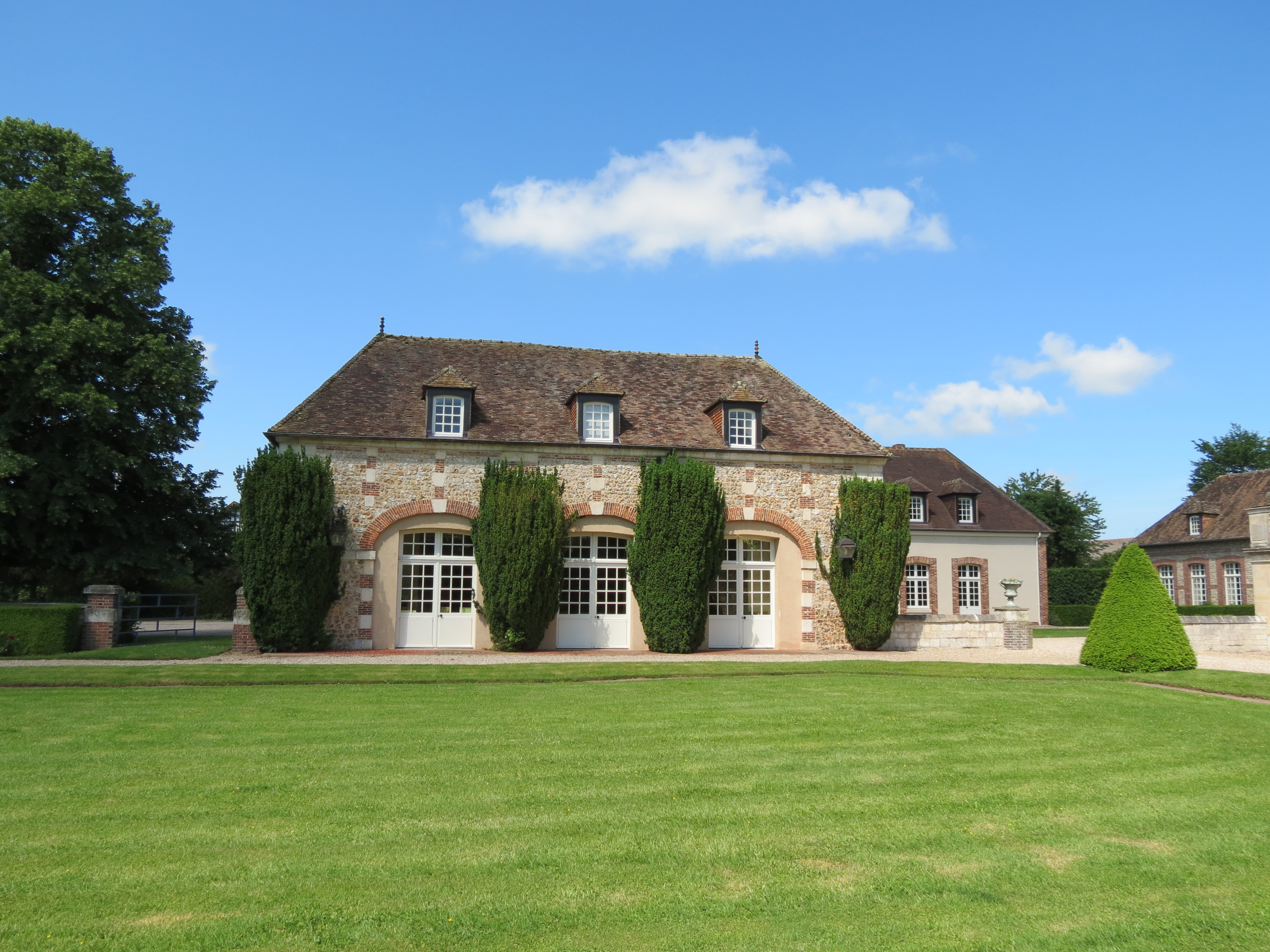
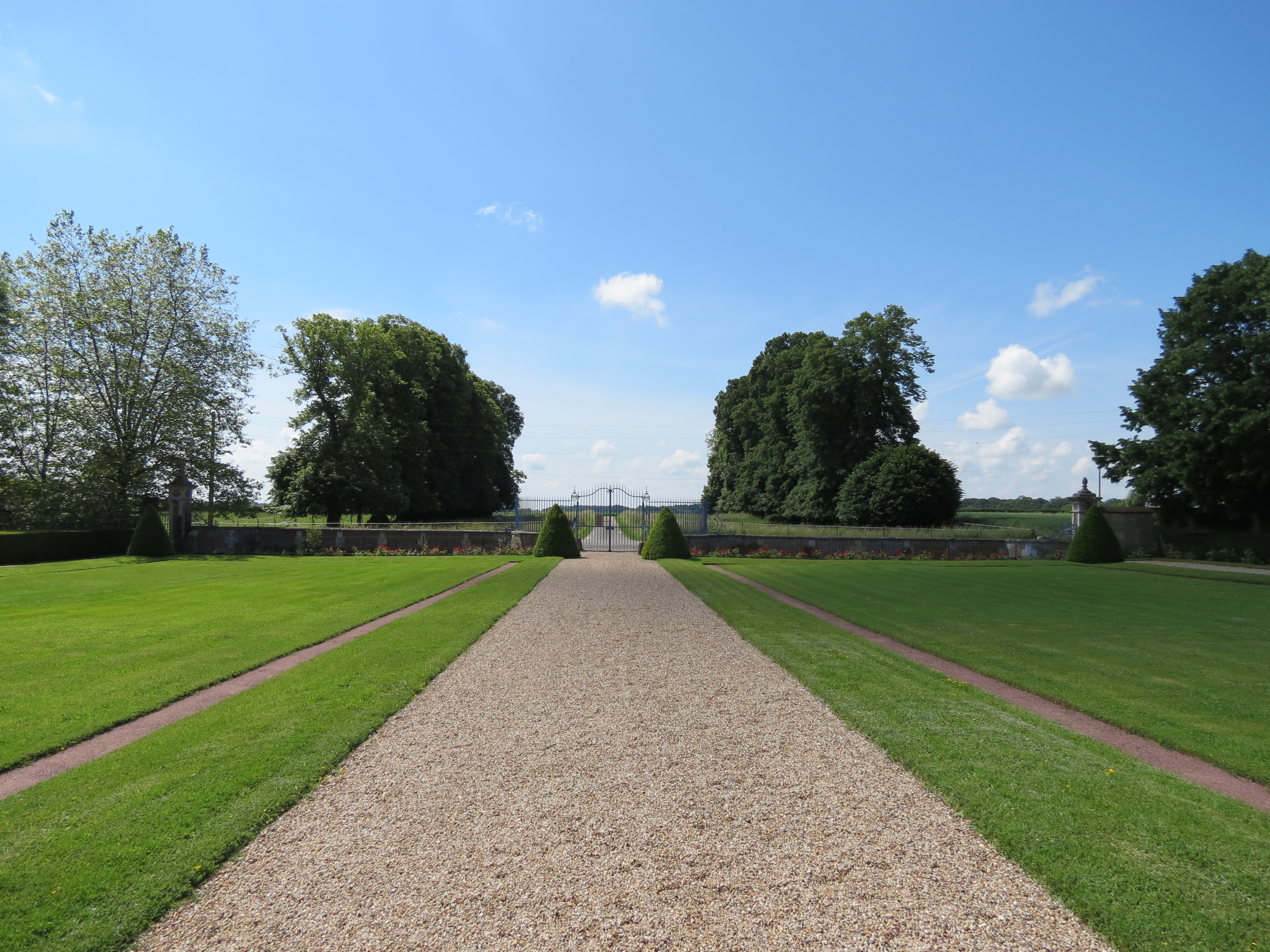
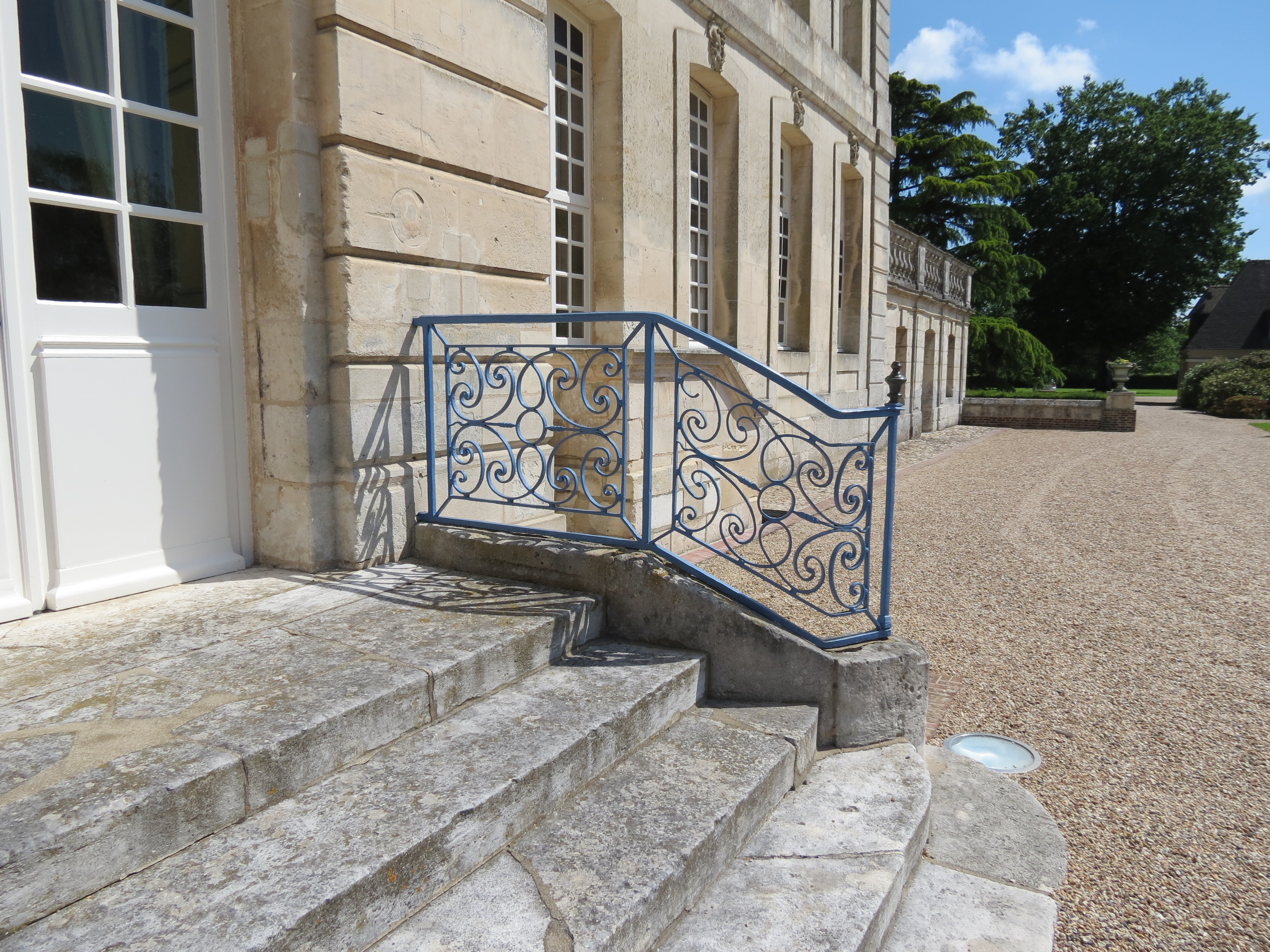
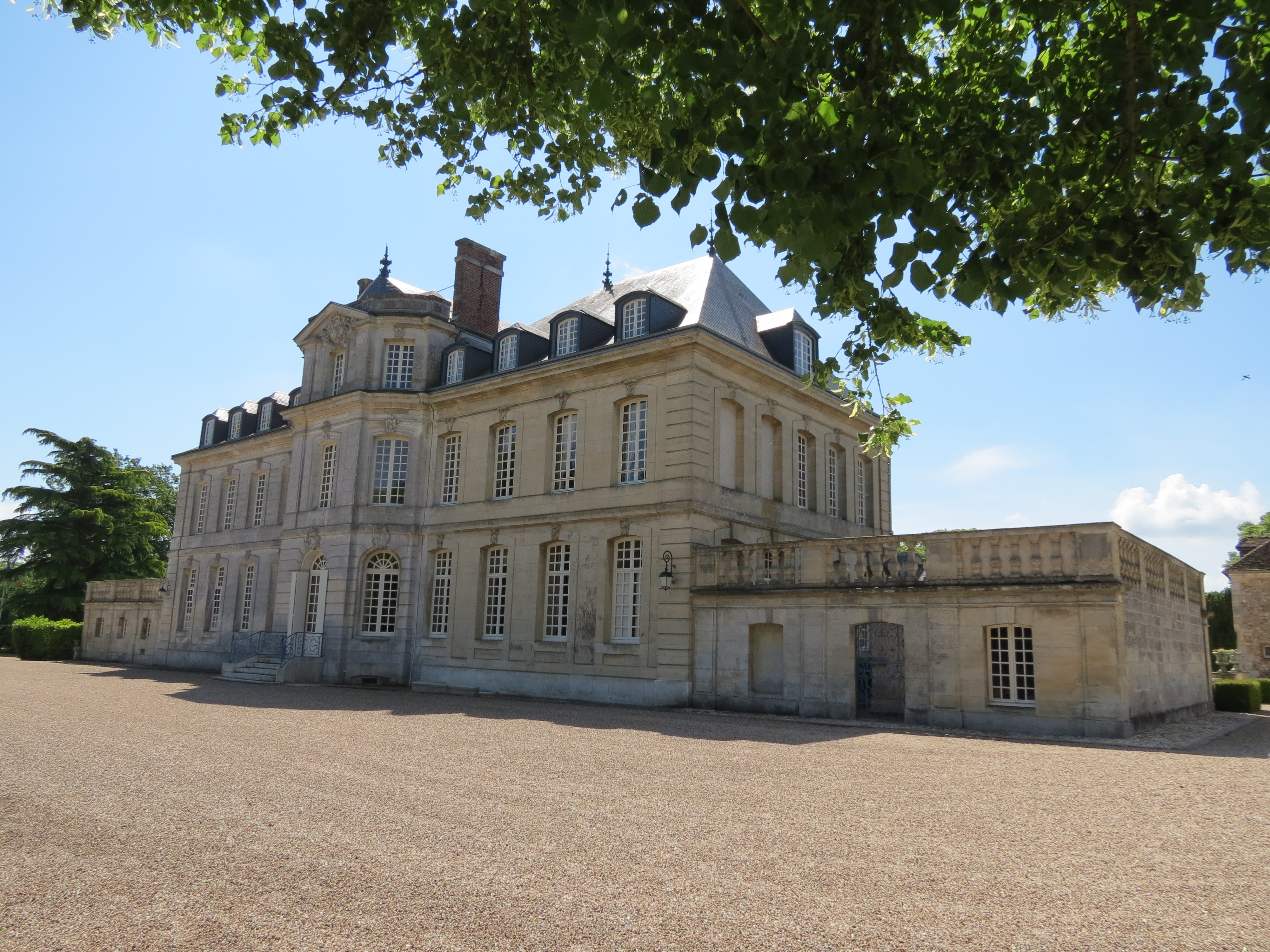
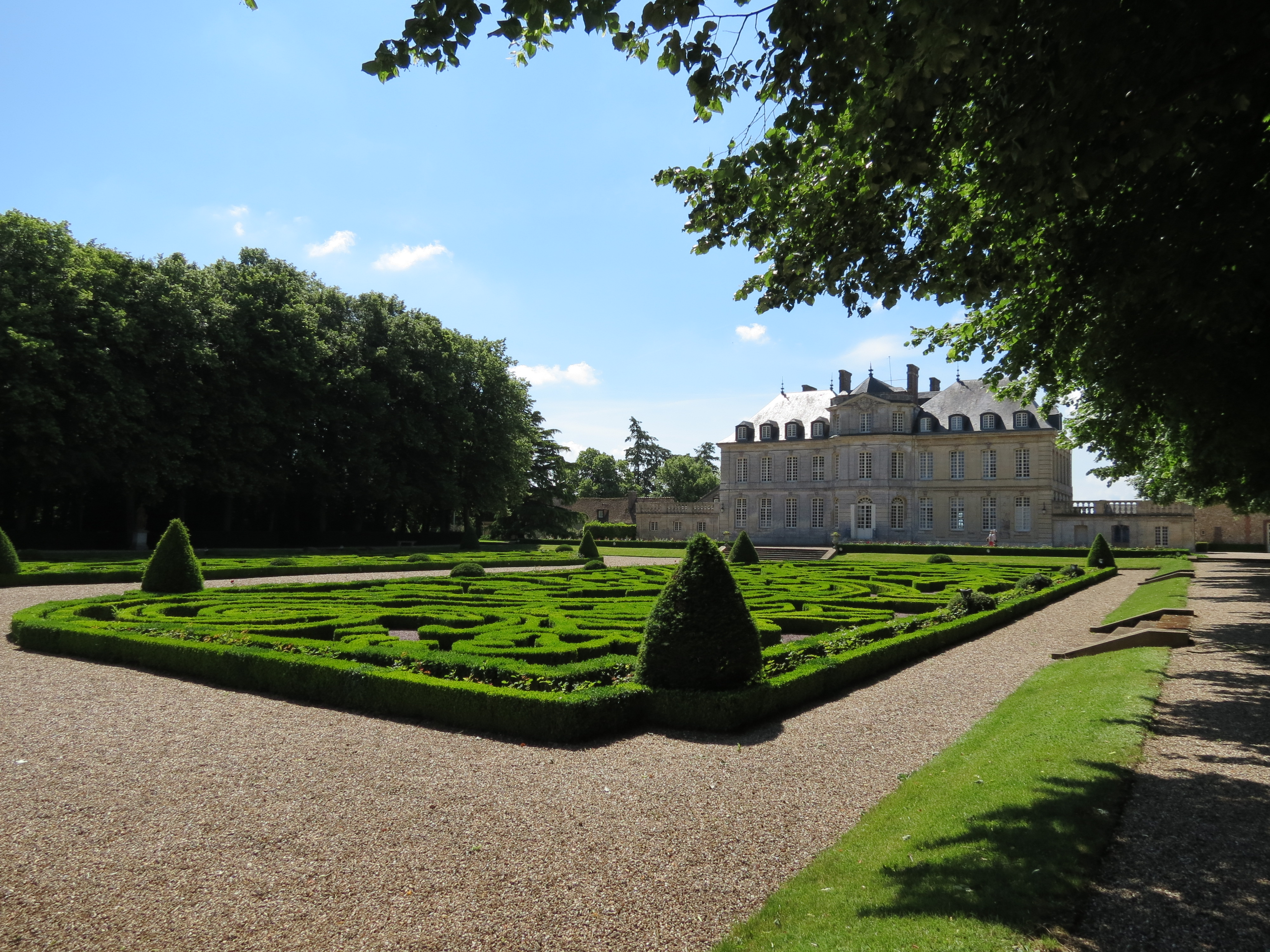
Francia stílusú kert
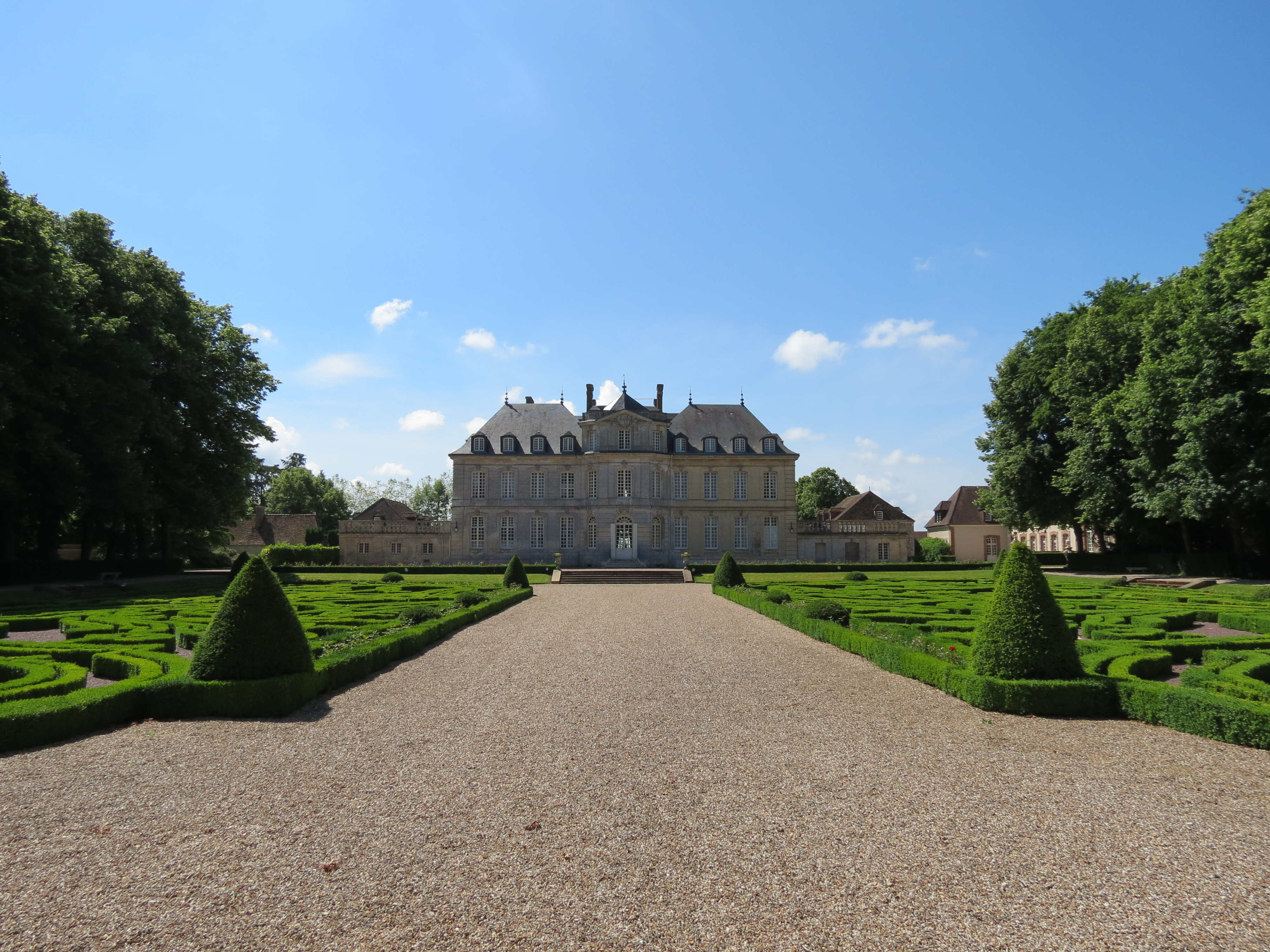
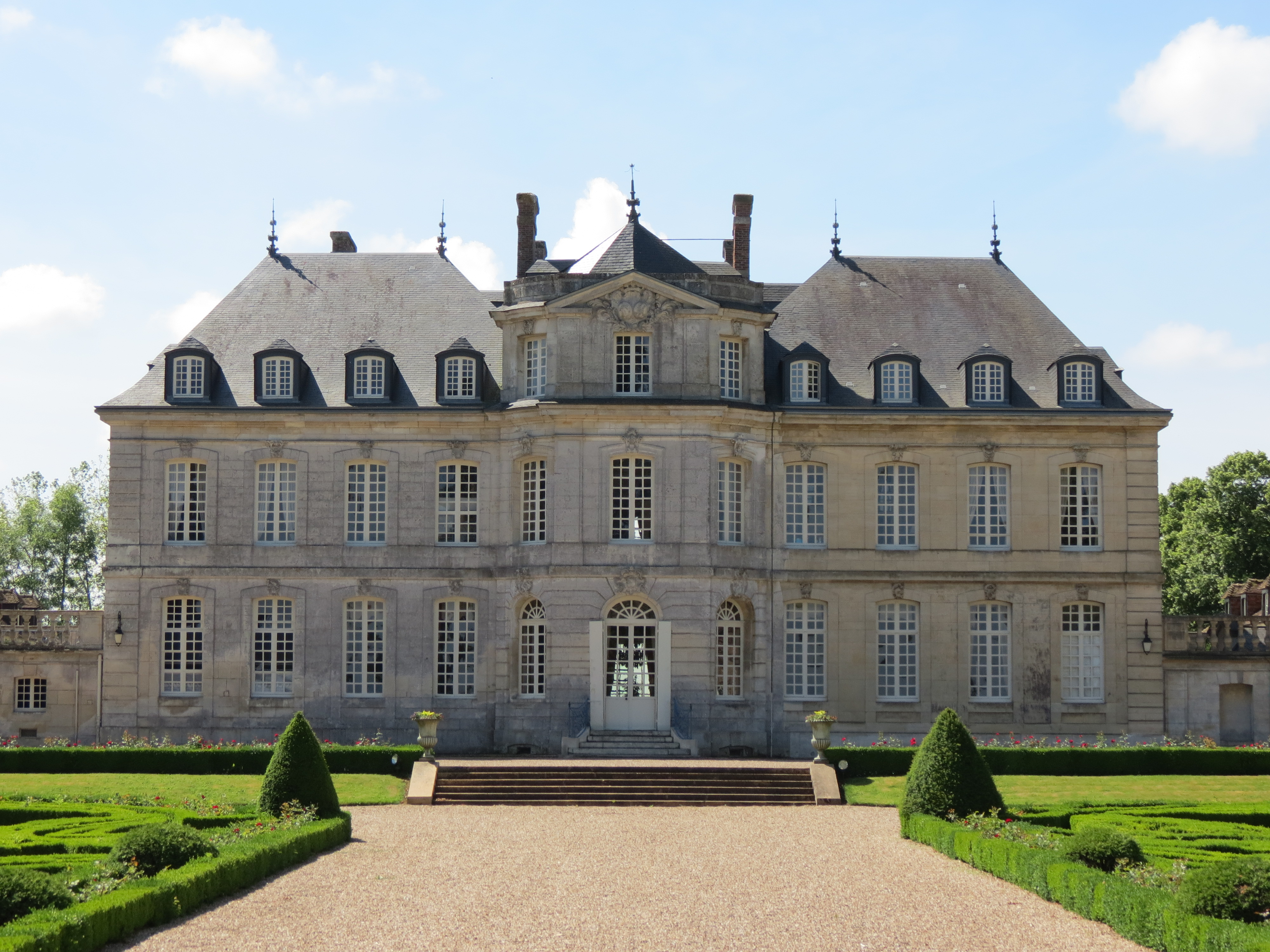
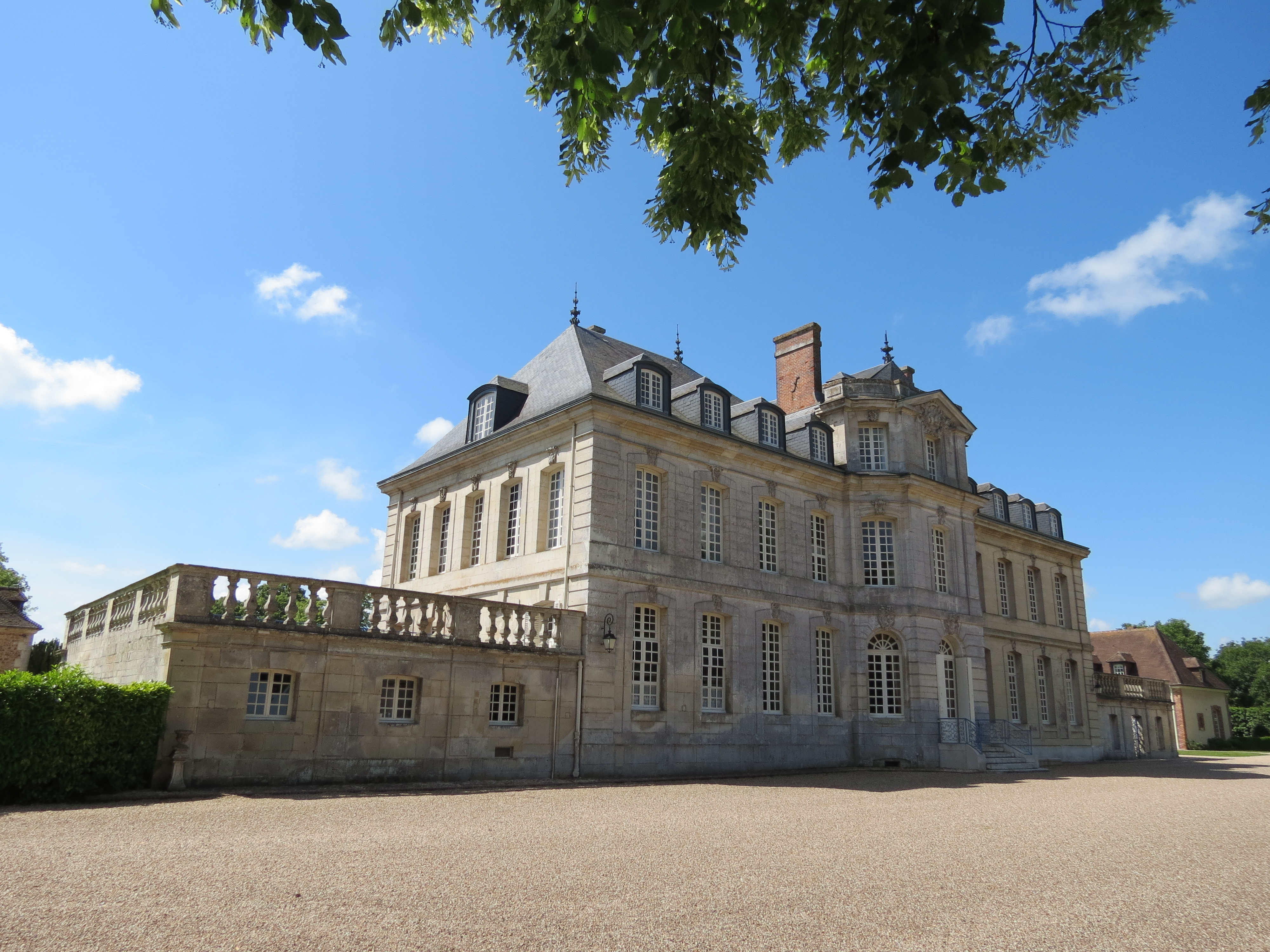
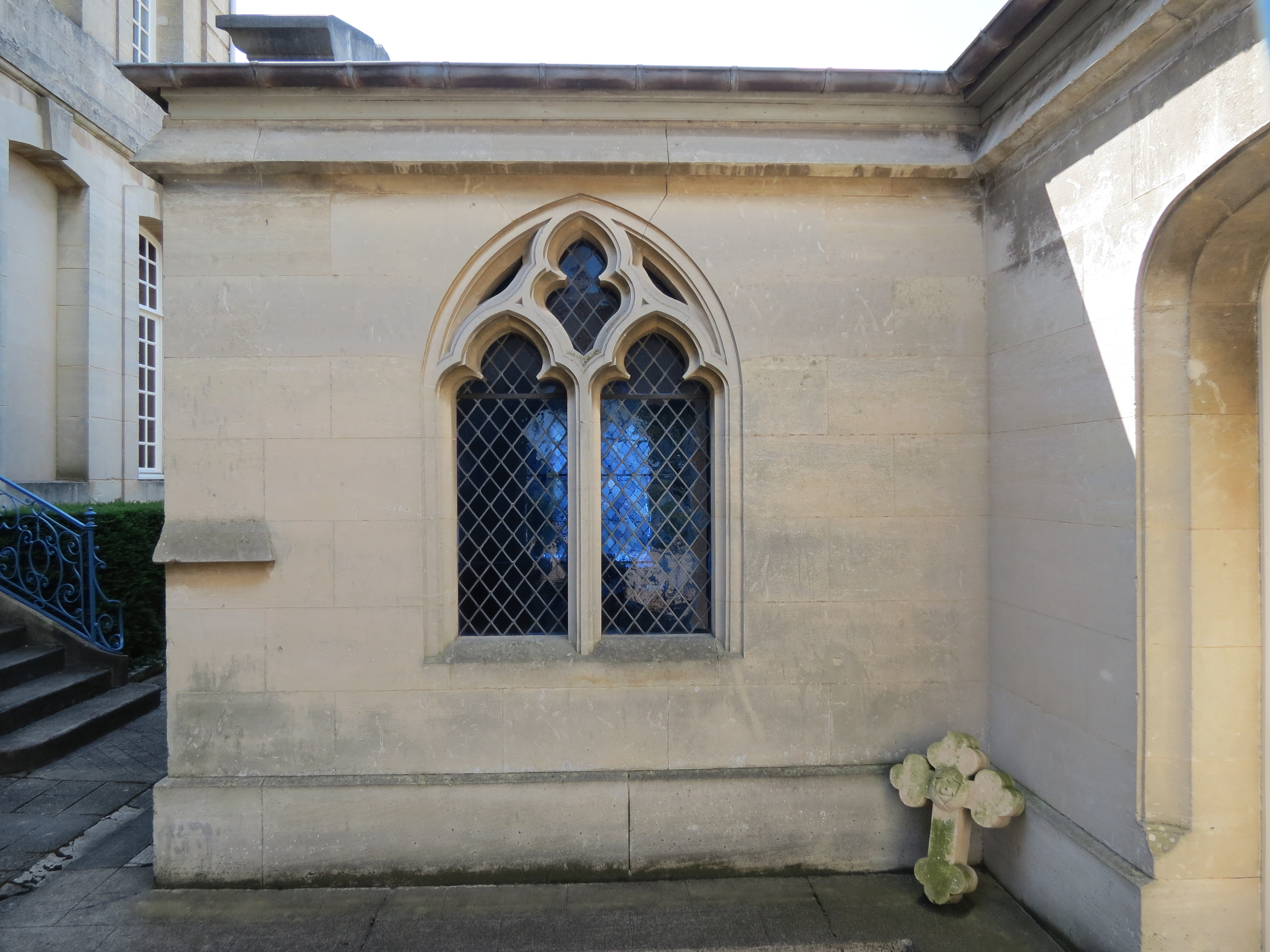
kápolna
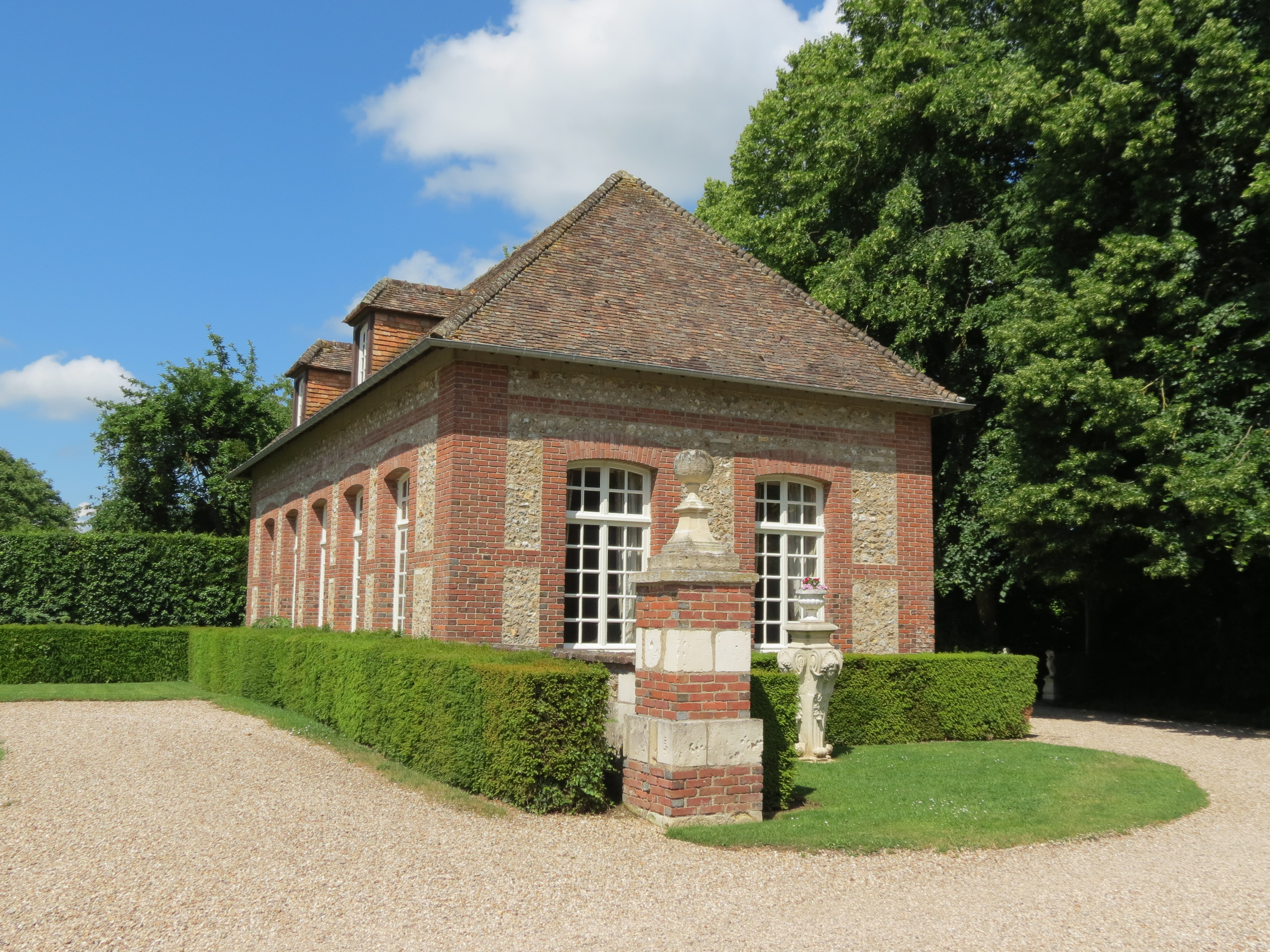
korábbi pálmaház
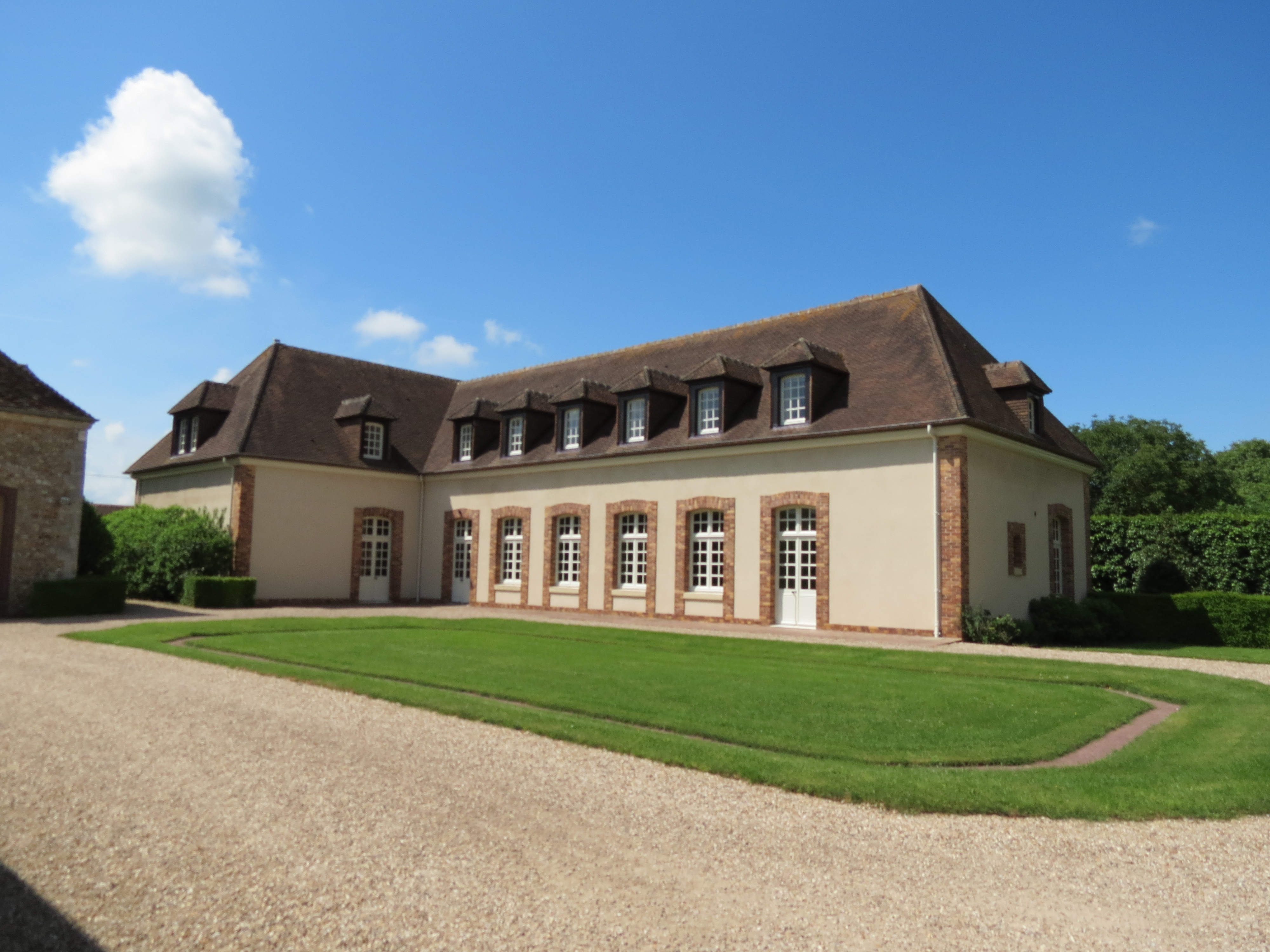
könyvkiadó és informatika
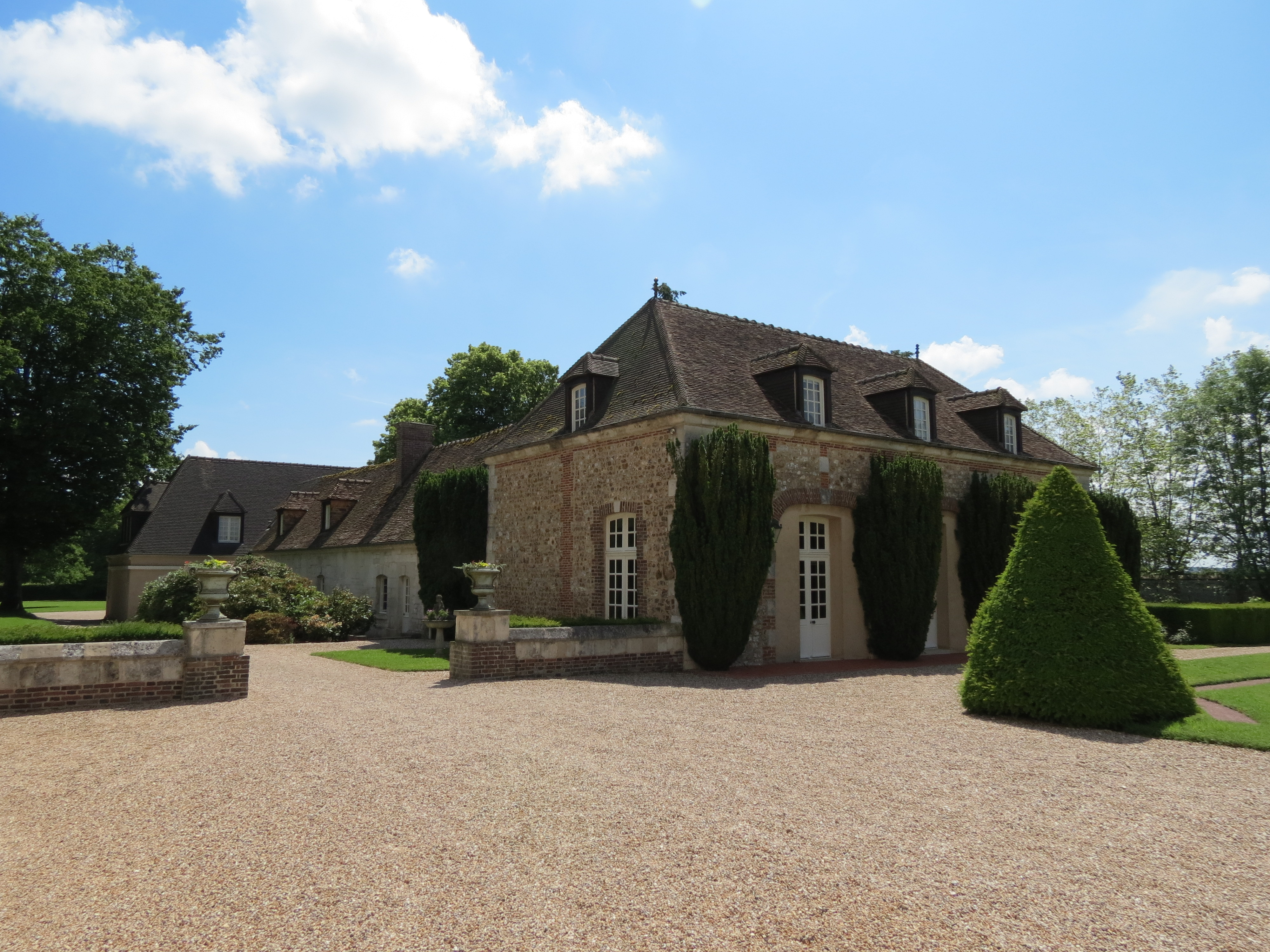
könyvtárépület